# 心理療法アクセス改善
心理療法アクセス改善（しんりりょうほうアクセスかいぜん、英: Improving Access to Psychological Therapies、IAPT）とは、イギリス政府の心理療法に対するイニシアティブである。この取り組みはRichard Layard, Baron Layard博士とイギリス労働党による、経済的評価を元にしている。
このプロジェクトの目標は、プライマリ・ケア機関における不安および抑うつに対する根拠に基づいた治療計画の推進である。さらに十分に訓練を受けた精神保健の専門家育成プログラム策定も含まれている。
当初の段階では、プロジェクトは臨床的に良い成績を上げており、人々が認知行動療法を段階的に受診するようになった良い例だとされている。
一部には、公費負担となる認知行動療法のみだけを受診しているという批判もあり、またプログラム初期には訓練が不十分な心理職により未熟な治療を受けたとされるという批判もある。
2010年12月、保健省ケアサービス大臣は、IAPTプロジェクトを児童青年サービスの事業に据えると発表した。

## アウトカム
保健省の2012年報告書によれば、IAPTプロジェクト開始3年時点では4億ポンドが投じられ、113万人以上が治療を受給しており、68.3万人以上が治療プログラムを完了した。NICEガイドラインに基づくRCTによれば回復率は45 %以上、41 %（25万ケース）は完治、3分の2以上は明らかに改善を見せている。受給者の90 %以上のアウトカムデータを収集できており、また4.5万人は傷病給付から抜け出すことができた。また、4千人のNICEガイドラインに基づく治療者が供給された。
| NHS地区 （SHA）      | 有病数    | 受診数  | 治療完遂数 | 回復数  | 傷病給付脱出率 |
| -------------------- | --------- | ------- | ---------- | ------- | -------------- |
| East of England      | 684,797   | 100,800 | 67,200     | 33,600  | 2,800          |
| East Midlands        | 431,814   | 63,562  | 42,375     | 21,187  | 1,766          |
| London               | 1,018,112 | 149,863 | 99,909     | 49,954  | 4,163          |
| North East           | 330,385   | 48,632  | 32,421     | 16,211  | 1,351          |
| North West           | 1,004,581 | 147,872 | 98,581     | 49,291  | 4,108          |
| South Central1       | 411,454   | 60,565  | 40,377     | 20,188  | 1,682          |
| South East Coast     | 430,321   | 63,342  | 42,228     | 21,114  | 1,760          |
| South West           | 613,546   | 90,312  | 60,208     | 30,104  | 2,509          |
| West Midlands        | 568,463   | 83,676  | 55,784     | 27,892  | 2,324          |
| Yorkshire and Humber | 620,772   | 91,376  | 60,917     | 30,459  | 2,538          |
| 総計                 | 6,114,245 | 900,000 | 600,000    | 300,000 | 25,000         |

保健省はIAPTプログラムを全面展開することにより、2016- 2017年までにNHS総医療費を2.72億ポンド削減でき、また抗うつ剤の長期投与、GP診療数、外来患者数、入院日数を削減できると推定している。